# استان اوش
اوش (به قرقیزی: Ош облусу، وش وبلۇسۇ)(به روسی: Ошская область) یکی از استان‌های قرقیزستان است. شهر اوش، با وجود این‌که از لحاظ اداری مستقل از این استان بوده و مستقیما پاسخگو به حکومت ملی در بیشکک است، مرکز اداری این استان نیز می‌باشد.

## پیشینه
آرامگاه تاریخ تخت سلیمان روزگاری محل زیارت بوده‌است.
سوزنی سمرقندی در توصیف این زیارتگاه می‌گوید:
به سمرقند بسی کس به دعای تو شدند
ز عبادتگه کاسان و زیارتگه اوش.
لغت‌شناسان قرقیزی در توصیف معنای اوش آن را به نام اشو زرتشت پیوند داده‌اند و ادعا کرده‌اند که محل تولد زرتشت پیغمبر ایرانی در این مکان بوده‌است.
آنان سنت‌های بجا مانده از دوران زرتشتی مانند نوروز و.. را در تأئید ادعاهای خود ذکر می‌کنند.
یکی از رویدادهای این شهر در اواخر سال‌های شوروی در ۱۹۸۹ رخ داد که شورش و درگیری ازبک‌ها و قرقیزهای ساکن این شهر بود که موجب خونریزی تعداد زیادی از دو طرف شد.

## جغرافیا
این شهر همسایه شهر مرزی اندیجان ازبکستان می‌باشد قرقیزها در سال ۲۰۰۲ سه هزارسالگی این شهر را جشن گرفتند.

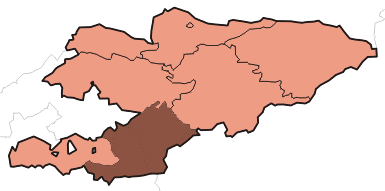

این استان ۱٬۲۹۹٬۵۰۰ نفر جمعیت (آمار ۲۰۰۵م) و ۲۹٬۲۰۰ کیلومتر مربع مساحت دارد.
سابقاً این استان با استان جلال‌آباد یک استان را تشکیل داده بود که بعداً از همدیگر جدا شدند.

## شهرها و شهرستان‌ها

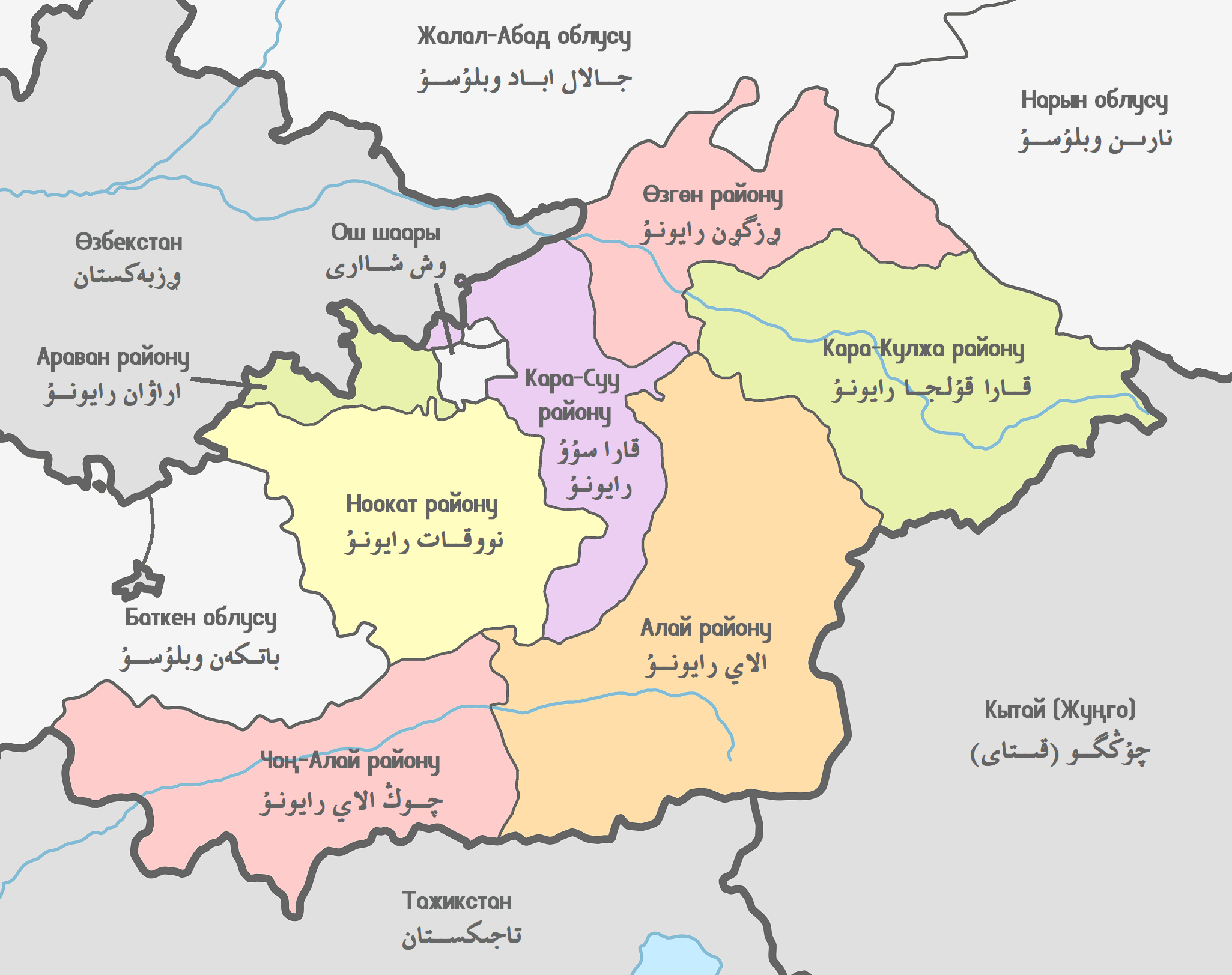
تقسیمات اداری استان اوش در سال ۲۰۲۴ میلادی

استان اوش متشکل از ۳ شهرستان می‌باشد. شهر اوش از تابعیت اداری این استان مستقل است.
| ردیف | نام شهر/شهرستان   | نام به قرقیزی                       | نام به روسی                                      | مساحت(km۲) | جمعیت (سرشماری سال ۲۰۲۱) |
| ---- | ----------------- | ----------------------------------- | ------------------------------------------------ | ---------- | ------------------------ |
| ۱    | شهرستان آراوان    | Араван району اراۋان رايونۇ         | Араванский район Aravanskiy rayon                | ۱٬۳۴۰      | ۱۳۷٬۷۲۱                  |
| ۲    | شهرستان آلای      | Алай району الاي رايونۇ             | Алайский район Alayskiy rayon                    | ۷٬۵۸۲      | ۸۷٬۳۹۸                   |
| ۳    | شهرستان اوزکند    | Өзгөн району ۅزگۅن رايونۇ           | Узгенский район Uzgenskiy rayon                  | ۳٬۴۰۰      | ۲۸۲٬۹۸۱                  |
| ۴    | شهرستان چونگ آلای | Чоң-Алай району چوڭ الاي رايونۇ     | Чон-Алайский район Chon-Alayskiy rayon           | ۴٬۸۵۸      | ۳۲٬۱۴۰                   |
| ۵    | شهرستان قره‌سو     | Кара-Суу району قارا سۇۇ رايونۇ     | Кара-Сууский район Kara-Suuskiy rayon            | ۳٬۶۱۶      | ۴۴۸٬۶۰۸                  |
| ۶    | شهرستان قره‌قولجه  | Кара-Кулжа району قارا قۇلجا رايونۇ | Кара-Кульджинский район Kara-Kul'dzhinskiy rayon | ۵٬۷۱۲      | ۱۰۰٬۳۲۰                  |
| ۷    | شهرستان نوقات     | Ноокат району نووقات رايونۇ         | Ноокатский район Nookatskiy rayon                | ۳٬۱۷۹      | ۳۰۲٬۴۸۱                  |